# 蓋高麻呂
蓋 高麻呂（かさ の たかまろ）は、奈良時代の医師。姓はなし。官位は外従五位下・内薬佑・侍医。

## 出自
桓武朝の天応元年（781年）9月に一族と思われる蓋麻呂ら3人、蓋三野麻呂ら3人がそれぞれ「吉水連」・「吉水造」の氏姓を授けられており、『新撰姓氏録』「左京諸蕃」に「出自前漢魏郡人蓋寛饒也」と見え、大陸系の渡来氏族であることが分かる。

## 経歴
聖武朝の天平17年（745年）8月の内薬司解に正六位上・内薬佑・侍医として見える。
天平感宝元年（749年）、吉田兄人とともに外従五位下に昇叙する。これは聖武天皇の病床に侍した労に対し、黄金産出を機に酬いたものと考えられている。

## 官歴
注記のないものは『続日本紀』による。
- 天平17年（745年）8月：見正六位上・内薬佑・侍医（『大日本古文書』による）
- 天平感宝元年（749年） 4月14日：外従五位下